# Eșelnița (gmina)
Eșelnița – gmina w Rumunii, w okręgu Mehedinți. Obejmuje tylko jedną miejscowość Eșelnița. W 2011 roku liczyła 2565 mieszkańców.